# 16220 Mikewagner
16220 Mikewagner este un asteroid din centura principală de asteroizi.

## Descriere
16220 Mikewagner este un asteroid din centura principală de asteroizi. A fost descoperit pe 29 februarie 2000 la Socorro, New Mexico, în cadrul proiectului LINEAR. Asteroidul prezintă o orbită caracterizată de o semiaxă mare de 2,74 ua, o excentricitate de 0,07 și o înclinație de 2,4° în raport cu ecliptica.